# Пьятеда
Пьяте́да (итал. Piateda) — коммуна в Италии, в провинции Сондрио области Ломбардия.
Население составляет 2 319 человек, плотность населения составляет 33 чел./км². Занимает площадь 70 км². Почтовый индекс — 23020. Телефонный код — 0342.
Покровителем коммуны почитается святой Антоний Великий, празднование 3 мая.